# Gara Galați
Gara Galați este principala stație feroviară ce deservește orașul Galați. Această stație reprezintă punctul de pornire al Magistralei CF 700 și al liniilor secundare CF 703 și 704. Clădirea veche a fost demolată în anii 1990, iar clădirea actuală se află de atunci în construcție.
În prezent (2023) gara are 6 peroane. Trenurile de călători sunt operate de CFR Călători respectiv Transferoviar Grup. 
Toate trenurile din gara Galați au punct terminus aici. În trecut această gara era și de punct de tranzit pentru traficul internațional, dar linia spre Republica Moldova (Galați-Giurgiulești-Cahul) este închisă deocamdată traficului de călători. 
Trenuri directe pleacă din gara Galați spre: București Nord, via Ploiești Sud sau Urziceni (există și un tren TFC pe această rută, via Ploiești Sud), Gara Brașov, care asigură, de exemplu, și buzoienilor o legătura spre Valea Prahovei, Gara Iași, via Tecuci, și Gara Cluj, via Suceava. 

## Transport urban
Traseele de autobuz 9, 15, 20, 26 și 106 deservesc gara Galați.